# Kéramos

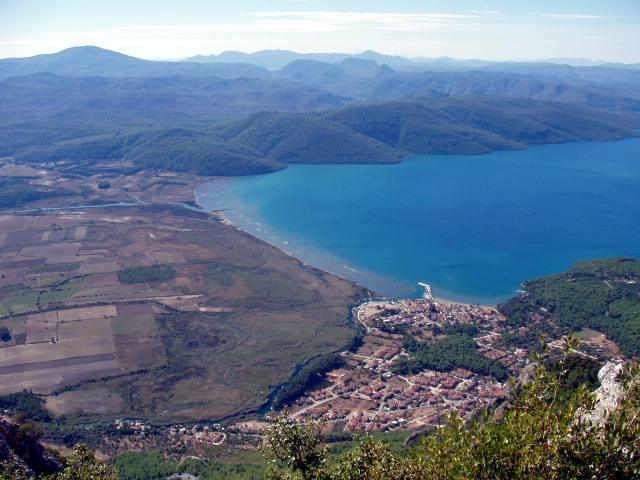
Paysage autour de Kéramos

Kéramos (en grec ancien : Κέραμος) ou Ceramus, est une ancienne cité grecque de Carie (Asie mineure), située au nord du golfe de Kerme. Ses ruines se trouvent à l'extérieur du village actuel d' Ören, dans la province de Muğla, en Turquie.
Kéramos est d'abord soumise à Stratonicée de Carie avant de devenir autonome. La ville fait partie de la ligue de Délos et est l'une des principales villes de la ligue Chrysaorienne (en). Dans l'antiquité, il s'y trouvait probablement un temple de Zeus. À l'époque romaine, la cité avait sa propre monnaie.

## Galerie d'images

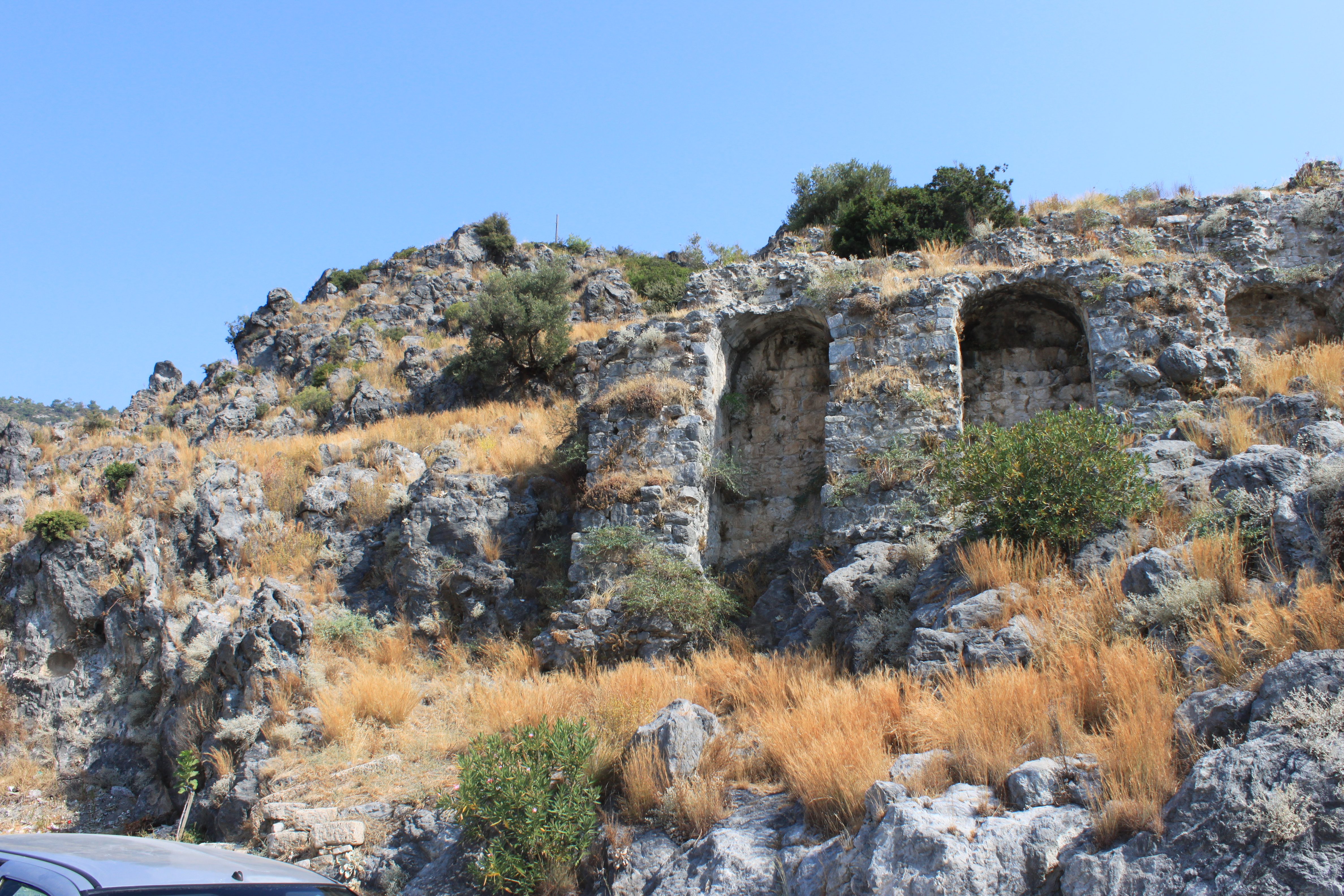
Ruines romaines du Ier au IIe siècle apr. J.-C.
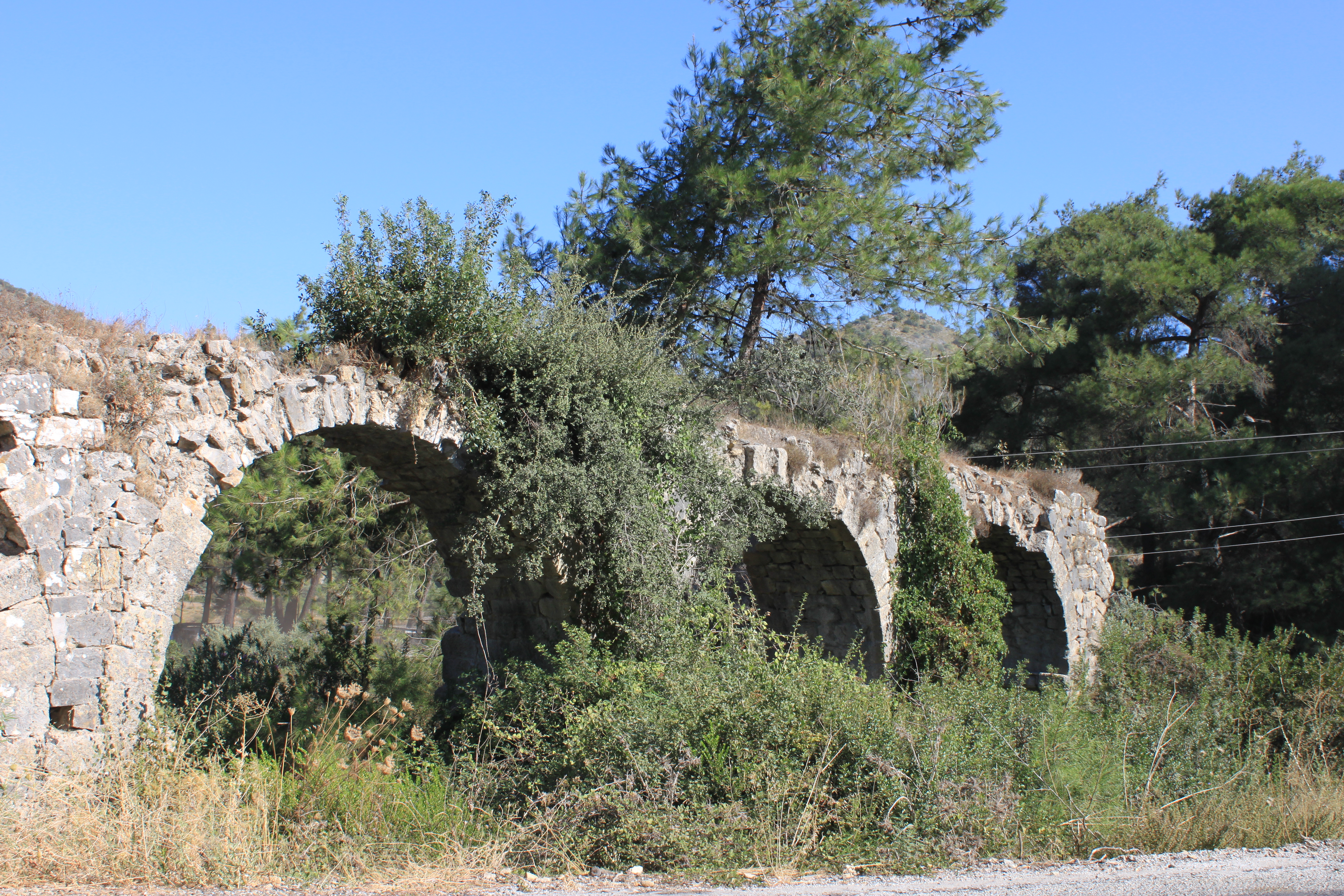
Pont romain à l'est de Kéramos, environ Ier au IIe siècle apr. J.-C.
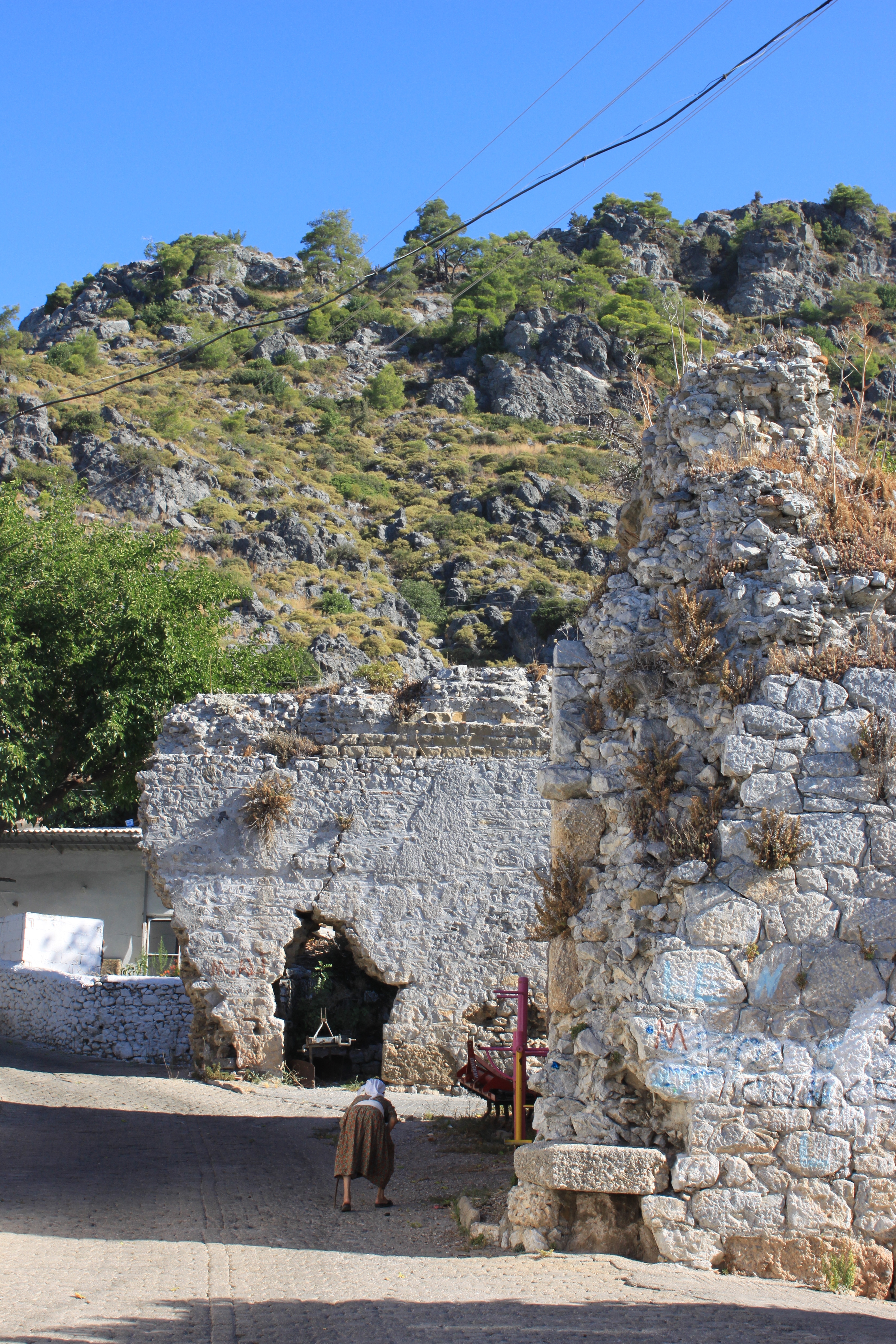
Kéramos, fortifications grecques de l'époque préchrétienne au milieu du village d'Ören.
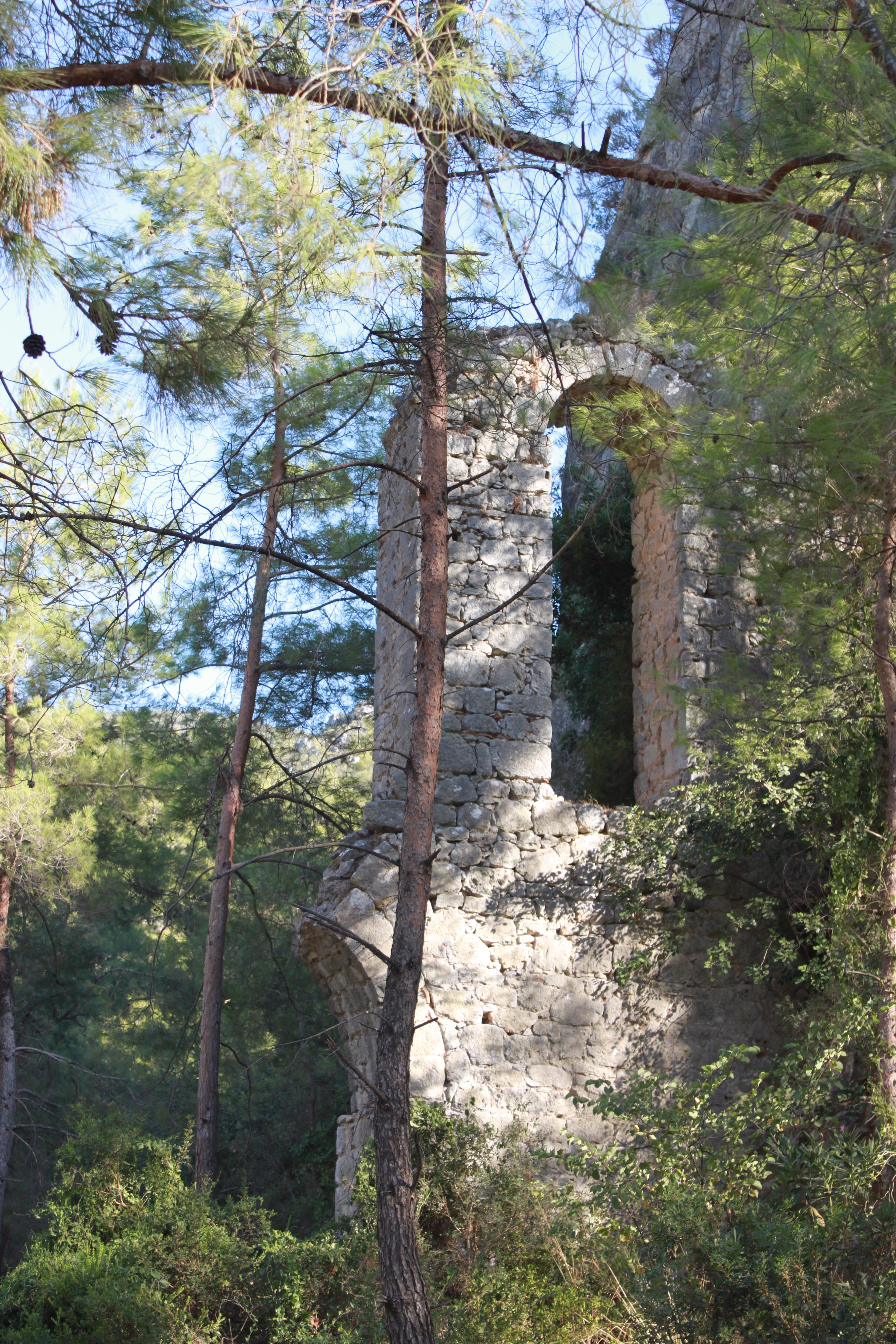
Viaduc romain près de Kéramos; environ Ier au IIe siècle apr. J.-C.
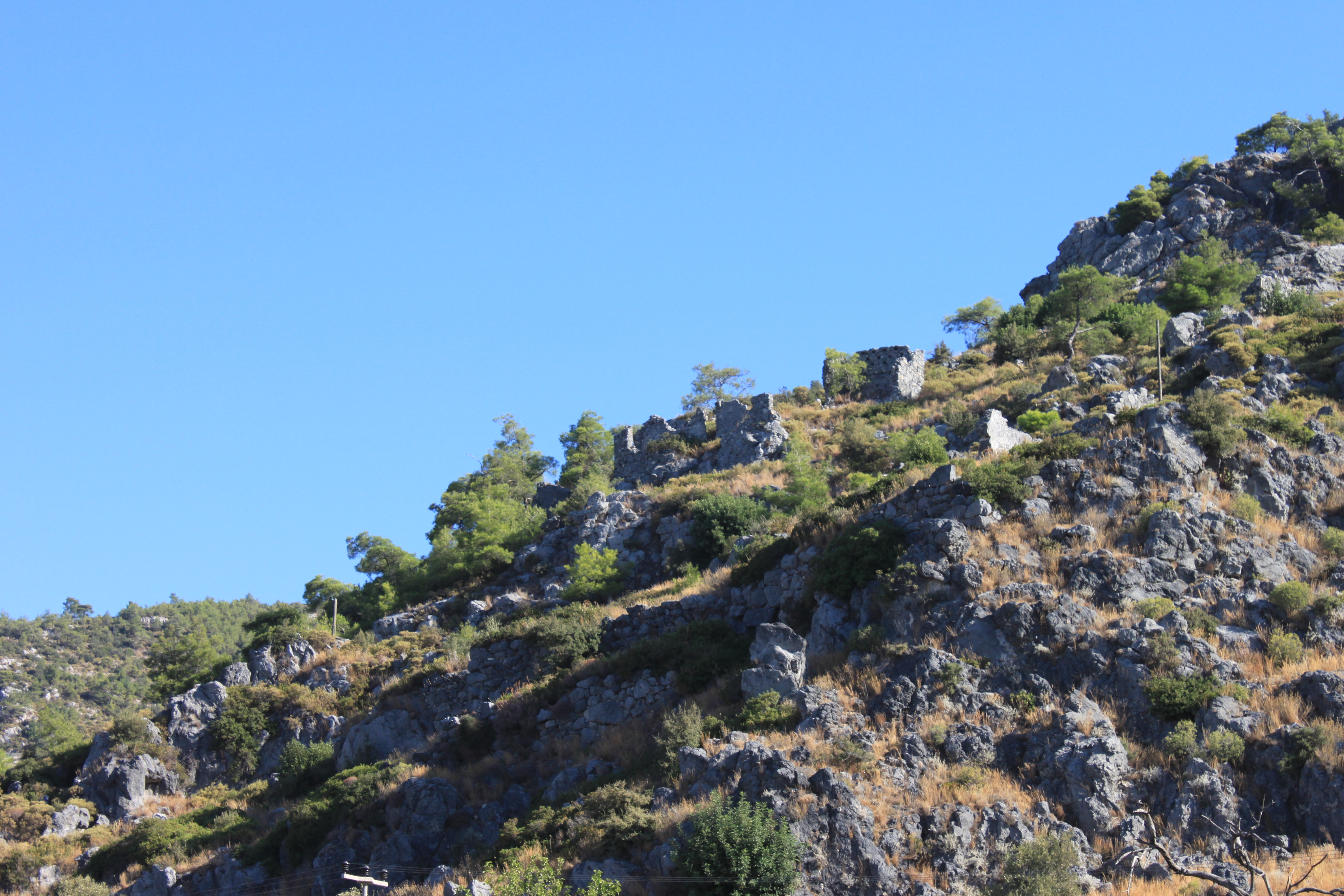
Ruines romaines au nord de Kéramos, environ IIe siècle apr. J.-C.

## Source de la traduction
- (en) Cet article est partiellement ou en totalité issu de l’article de Wikipédia en anglais intitulé « Ceramus » (voir la liste des auteurs).